# Ctenotus hanloni
Ctenotus hanloni (спритний гребневухий сцинк) — вид сцинкоподібних ящірок родини сцинкових (Scincidae). Ендемік Австралії.

## Поширення і екологія
Спритні гребневухі сцинки поширені у Західній Австралії, зокрема на острові Барроу та на Північно-Західному півострові, а також у внутрішніх регіонах Західної Австралії, заходу Північної Території та північного заходу Південної Австралії. Вони живуть на піщаних і суглинкових рівнинах, на також на нижніх схилах дюн, порослих спінніфексом.